# Teoria benzilor

Reprezentare schematică a benzilor de energie dintr-un solid

În fizica stării solide, teoria benzilor este o teorie conform căreia structura electronică a unui material este descrisă ca o structură de benzi electronice sau, mai simplu, ca o structură de benzi energetice. Teoria se bazează pe faptul că, într-o moleculă, orbitalii unui atom se suprapun, producând un număr discret de orbitali moleculari.:161
Pe baza acestei teorii se explică comportamentul de conductor, izolator sau semiconductor al unor materiale.